# Port d'Anchorage
Le port d'Anchorage est le port le plus actif dans l'État américain de l'Alaska, puisque 95 % de toute marchandise (hors pétrole) transitant en provenance ou à destination de l'Alaska passe par celui-ci. Il est situé au nord de Ship Creek, près du centre d'Anchorage, dans le golfe de Cook, dans l'océan Pacifique.
Le nom complet d'origine est Knik Anchorage qui signifie en anglais : « mouillage de Knik » (Knik était l'ancien village inuit qui se trouvait là et dont le nom signifie « feu ») est donc à l'origine de la ville d'Anchorage elle-même.

## Source
- (en) Cet article est partiellement ou en totalité issu de l’article de Wikipédia en anglais intitulé « Port of Anchorage » (voir la liste des auteurs).